# The Lollipops
The Lollipops (även Lollipops och The New Lollipops) var ett danskt popband som bildades 1960 i Köpenhamn av bröderna Torben och Jørgen Lundgreen och deras morbror Poul Petersen. The Lollipops gjorde sig kända för att skickligt kunna skriva melodier i andra gruppers stilar. Do You Know? för till exempel mycket tydligt tankarna till Lennon–McCartney och The Beatles. Gruppmedlemmarna hade nätt och jämnt hunnit bli tonåringar när de slog igenom via en talangjakt för tonåringar, och släppte sina två första singlar 1963. Gruppen hade två låtar på Tio-i-topp i slutet av 1964 och början av 1965. De var minst lika stora i Sverige som hemma i Danmark, inte minst genom att de kunde turnera i de svenska Folkparkerna.
Poul Petersen lämnade 1966, och ersattes av Henrik Lund från bandet Stoke Sect. År 1971 lade de av första gången, men återuppstod två år senare med en musikalisk inriktning mer mot europop. Trots att Lund lämnade bandet 1977, fortsatte bröderna Lundgreen som en duo med inhyrda musiker till mitten av 1980-talet. De ställde även upp flera gånger i Dansk Melodi Grand Prix, den danska versionen av Melodifestivalen, dock utan att lyckas.
År 2017 återförenades The Lollipops för sista gången med Torben Lundgreen för några spelningar i Danmark och Skåne.

## Medlemmar
- Torben Lundgreen, (född 21 januari 1950), sång och kompgitarr
- Jørgen Lundgreen, (född 15 april 1951, avliden i september 2003), sologitarr
- Poul Petersen, (född 30 oktober 1948, avliden 2002), trummor

## Diskografi (Urval)
- Lollipop Lips (1963) (singel)
- Lollipops Boogie (1963) (singel)
- Do You Know... (1964) (singel) Tio i topp: 24 okt 1964
- Lollipops Shake (1965) singel, Tio i topp: 16 jan 1965
- Lollipops (1965) (debut-LP)
- I can't Live Without Your Loving + Swing and Sway  (singel, specialupplaga för OTA/AS, 1967)
- Naked When You Come (samlings-CD, 1998)
- The Complete Lollipops 1963-67 (dubbel samlings-CD, 2001)
- The Complete 1963 - 31.8.1966 (dubbel samlings-CD, 2003)
- The Complete (1.9.1966 - 1971) (dubbel samlings-CD, 2003)